# سون هو جون
سون هو-جون (به کره‌ای: 손호준) (به انگلیسی: Son Ho-jun) متولد ۲۷ ژوئن ۱۹۸۴ خواننده و بازیگر اهل کره جنوبی است.
وی قبل از اینکه به عنوان بازیگر اولین نقش خود را ایفا کند، به عنوان لیدر یک گروه سه نفره پسرانه به نام تاچیون (Tachyon) وارد دنیای سرگرمی‌سازی شد. اولین اجرای او در شوی A-Live در شبکهٔ تلویزیونی Channel V Korea بود. تاچیون که توسط J&H Media ایجاد شده و با تک آهنگ روحت را احساس کن (Feel your Breeze) مشهور شده بود مدت کوتاهی بعد از معرفی منحل شد. سون هوجون پس از آن به بازیگری روی آورد و در درام دانشجویی پاسخ به ۱۹۹۴ (Reply 1994) ایفاگر نقش هائیتی شد. علاوه بر این سون هوجون عمدهٔ شهرت خود را مدیون حضور در برنامه‌های واقع‌گرایانهی تلویزیون مثل جوانان فراتر از گل‌ها (Youth over Flowers) و سه وعده در روز (Three meals a day) است. در ژوئیه ۲۰۱۶ سون هوجون قراردادی را با YG Entertainment امضا کرد. در سال ۲۰۱۷ او در درام عاشقانهٔ اعتراف زوج (Confession couple) ایفای نقش کرد.

## فیلم شناسی

### فیلم
| سال  | عنوان                                  | نقش          | شبکه             | یادداشت                 |
| ---- | -------------------------------------- | ------------ | ---------------- | ----------------------- |
| ۲۰۰۶ | پرش ۲                                  |              | EBS              |                         |
| ۲۰۰۸ | برادران شانگهای                        |              | DramaX           |                         |
| ۲۰۰۹ | مرد سیندرلایی                          | یهو جئونگ    | بنگاه پخش مونهوا |                         |
| ۲۰۱۰ | قهوه‌خانه                               |              | اس‌بی‌اس           |                         |
| ۲۰۱۳ | پاسخ به ۱۹۹۴                           | هائیتی       | تی‌وی‌ان           | [ ۶ ]                   |
| ۲۰۱۴ | خورشید کامل                            | هان یونگ جون | کی‌بی‌اس۲          | [ ۷ ]                   |
| ۲۰۱۴ | Trot Lovers                            | سول ته-سونگ  | کی‌بی‌اس۲          | [ ۸ ]                   |
| ۲۰۱۵ | گرم و دنج                              | سون جون هی   | بنگاه پخش مونهوا | (حضور افتخاری، قسمت ۱۶) |
| ۲۰۱۵ | خانم پلیس                              | هان جین وو   | اس‌بی‌اس           | [ ۱۰ ]                  |
| ۲۰۱۶ | وزش نسیم                               | لی جانگ گو   | بنگاه پخش مونهوا | [ ۱۱ ]                  |
| ۲۰۱۷ | درام ویژه: بگذارید ما ملاقات کنیم، اوه | چا جو-اوه    | کی‌بی‌اس۲          | [ ۱۲ ]                  |
| ۲۰۱۷ | بازگشت زوجین                           | چوی بان      | کی‌بی‌اس۲          | [ ۱۳ ]                  |
| ۲۰۱۸ | تریوس پنهانی من                        | جین یانگ ته  | بنگاه پخش مونهوا | [ ۱۴ ]                  |
| ۲۰۱۹ | نور چشمانت                             | کیم یانگ سو  | جی‌تی‌بی‌سی         | [ ۱۵ ]                  |
| ۲۰۲۰ | این عشق بود؟                           | اوه ده-اوه   | جی‌تی‌بی‌سی         | [ ۱۶ ] [ ۱۷ ]           |
| ۲۰۲۰ | شکارچیان شگفت‌انگیز                     | جونگ گو      | تی وی ان         | (قسمت ۱۵)               |
| ۲۰۲۲ | نیروهای امداد                          | بونگ دو جین  | اس‌بی‌اس           |                         |
| ٢٠٢۴ | پایان خوش من                           | سون هیو یونگ | TV Chusan        |                         |

| سال      | عنوان                   | نقش          | یادداشت              |
| -------- | ----------------------- | ------------ | -------------------- |
| ۲۰۰۸     | مرگ بل                  | جو بوم       |                      |
| ۲۰۰۹     | آرزو کردن               | کیم یانگ جو  | [ ۱۸ ]               |
| ۲۰۱۰     | مرگ بل ۲: اردوگاه خونین | جونگ بوم     | [ ۱۹ ]               |
| ۲۰۱۴     | بازی بزرگ               | جه-یول       | [ ۲۰ ]               |
| ۲۰۱۵     | سه شب تابستانی          | هائه گو      | [ ۲۱ ]               |
| ۲۰۱۵     | دایره کفاره             | نام چول وونگ | [ ۲۲ ] [ ۲۳ ]        |
| ۲۰۱۹     | یک الماس در Rough       | کیم جی کانگ  | [ ۲۴ ] [ ۲۵ ]        |
| سال ۲۰۲۰ | ستاره ای                | جوان-        | [ ۲۶ ] [ ۲۷ ] [ ۲۸ ] |

### نمایش گوناگون
| سال  | عنوان                                        | شبکه | یادداشت      | مرجع.  |
| ---- | -------------------------------------------- | ---- | ------------ | ------ |
| ۲۰۱۴ | جوانان بیش از گل                             | tvN  | عضو بازیگران | [ ۲۹ ] |
| ۲۰۱۵ | روزانه سه وعده غذایی: دهکده ماهیگیری         | tvN  | عضو بازیگران | [ ۳۰ ] |
| ۲۰۱۵ | قانون جنگل (پالائو، هندوچین)                 | SBS  | عضو بازیگران | [ ۳۱ ] |
| ۲۰۱۵ | آقای باک: استاد غذای خانگی                   | tvN  | عضو بازیگران | [ ۳۲ ] |
| ۲۰۱۵ | <i id="mwAUU">خاموش به مدرسه</i>             | JTBC | عضو بازیگران | [ ۳۳ ] |
| ۲۰۱۵ | روزانه سه وعده غذایی: دهکده ماهیگیری - فصل ۲ | tvN  | عضو بازیگران | [ ۳۴ ] |
| ۲۰۱۶ | روزانه سه وعده غذایی: روستای گوچانگ          | tvN  | عضو بازیگران | [ ۳۵ ] |
| ۲۰۱۹ | دوستان قهوه                                  | tvN  | عضو بازیگران | [ ۳۶ ] |

### موزیک ویدیو
| سال  | عنوان آهنگ           | هنرمند         | مرجع.  |
| ---- | -------------------- | -------------- | ------ |
| ۲۰۰۸ | "آن شخص"             | می بینمت       |        |
| ۲۰۰۹ | "عشق زشت من"         | صدای یک        |        |
| ۲۰۰۹ | "اپل A است"          | تی-آرا         |        |
| ۲۰۱۳ | "ایا من را می‌شناسی؟" | تی-آرا         | [ ۳۷ ] |
| ۲۰۱۴ | "بیشتر و بیشتر"      | SeeYa          | [ ۳۸ ] |
| ۲۰۱۴ | «بالش»               | دیویچی         | [ ۳۹ ] |
| ۲۰۱۵ | «در حال رشد»         | K.Will         | [ ۴۰ ] |
|      | «فقط برای یک روز»    | JeA feat. بارو | [ ۴۱ ] |
| ۲۰۱۷ | «قطب‌نما»             | لی جوک         | [ ۴۲ ] |

## تئاتر
| سال  | عنوان                                     | نقش  | مرجع.  |
| ---- | ----------------------------------------- | ---- | ------ |
| ۲۰۱۴ | جوزف و رؤیایی شگفت‌انگیز تکنیکال Dreamcoat | جوزف | [ ۴۳ ] |

## دیسکوگرافی
| سال  | عنوان آهنگ              | هنرمند                   | آلبوم                           | یادداشت | مرجع.  |
| ---- | ----------------------- | ------------------------ | ------------------------------- | ------- | ------ |
| ۲۰۰۷ | " روح خود را احساس کن"  | تاچون                    | اشک                             | جلد V6  |        |
| ۲۰۱۳ | "فقط تو را احساس می‌کنم" | با یونگ وو و یو یئون سوک | <i id="mwAdk">پاسخ 1994</i> OST |         | [ ۴۴ ] |
| ۲۰۱۴ | "بیشتر و بیشتر"         | با The SeeYa             | اشک                             |         | [ ۳۸ ] |
| ۲۰۱۴ | "عشق زمستانی"           | با Rocoberry             | عشق زمستانی                     |         | [ ۴۵ ] |
| ۲۰۱۴ | «زمان کریسمس»           | با Rocoberry             | عشق زمستانی                     |         | [ ۴۵ ] |

## جوایز و نامزدها
| سال  | جایزه                               | دسته‌بندی                                             | نامزد کار                               | نتیجه    | مرجع.  |
| ---- | ----------------------------------- | ---------------------------------------------------- | --------------------------------------- | -------- | ------ |
| ۲۰۱۴ | هفتمین جوایز درام کره               | بهترین بازیگر جدید                                   | پاسخ ۱۹۹۴                               | نامزدشده |        |
| ۲۰۱۴ | ۳ جوایز ستاره APAN                  | بهترین بازیگر جدید                                   | پاسخ ۱۹۹۴                               | برنده    | [ ۴۶ ] |
| ۲۰۱۴ | جوایز درام KBS                      | بهترین بازیگر جدید                                   | Trot Lovers، کامل خورشید                | نامزدشده |        |
| ۲۰۱۵ | دهمین جوایز جشنواره مدل آسیا        | جایزه ستاره محبوب                                    | —                                       | برنده    | [ ۴۷ ] |
| ۲۰۱۵ | چهارمین جوایز ستاره APAN            | جایزه ستاره محبوب، بازیگر                            | خانم پلیس                               | برنده    | [ ۴۸ ] |
| ۲۰۱۵ | بیست و سومین جوایز درام SBS         | جایزه ستاره جدید                                     | خانم پلیس                               | برنده    | [ ۴۹ ] |
| ۲۰۱۶ | 35 MBC جوایز درام                   | جایزه عالی، بازیگر درام سریال                        | وزش نسیم                                | برنده    | [ ۵۰ ] |
| ۲۰۱۶ | جوایز tvN10                         | ساخته شده در tvN (تنوع)، نر                          | سه وعده غذایی در روز                    | برنده    | [ ۵۱ ] |
| ۲۰۱۷ | جوایز درام KBS                      | بهترین بازیگر نقش اول مرد در یک درام / ویژه / کوتاه  | درام ویژه - بگذارید ما ملاقات کنیم، اوه | نامزدشده |        |
| ۲۰۱۷ | جوایز درام KBS                      | جایزه عالی، بازیگر در یک مینی بار                    | اعتراف زوج                              | نامزدشده |        |
| ۲۰۱۷ | جوایز درام KBS                      | جایزه Netizen - مرد                                  | اعتراف زوج                              | نامزدشده |        |
| ۲۰۱۷ | جوایز درام KBS                      | بهترین زوج با جانگ نا-ره                             | اعتراف زوج                              | برنده    | [ ۵۲ ] |
| ۲۰۱۸ | جشنواره تبلیغات MTN پخش             | جایزه ستاره CF                                       | —                                       | برنده    | [ ۵۳ ] |
| ۲۰۱۸ | جوایز درام MBC                      | جایزه عالی، بازیگر نقش اول مرد در چهارشنبه و پنجشنبه | Terrius راز من                          | نامزدشده |        |
| ۲۰۱۸ | جوایز درام MBC                      | جایزه Bromance با So Ji-Sub و Kang Ki-Young          | Terrius راز من                          | برنده    | [ ۵۴ ] |
| ۲۰۱۹ | ۵۵مین مراسم اهدای جوایز هنری بکسانگ | بهترین بازیگر نقش فرعی مرد                           | چشمان درخشان                            | نامزدشده | [ ۵۵ ] |